# غوابوري، ريو غراندي دو سول
غوابوري (بالبرتغالية: Guaporé) هي بلدية برازيلية تقع في ولاية ريو غراندي دو سول. تعتبر أكبر منتج للمجوهرات والملابس الداخلية في الولاية، حيث تحتل المرتبة الثانية في البلاد. كانت المدينة مستعمرة بشكل أساسي من قبل المهاجرين الإيطاليين في القرن التاسع عشر وما زالت تحتفظ بتقاليدهم. يأتي الاسم من لغة غواراني ويتم التشكيك في معناه، على الأرجح هو وادي الصحراء.

## التاريخ
بدأت مستوطنة المهاجرين التي من شأنها أن تلد المدينة في أوائل القرن التاسع عشر في المنطقة التي تُعرف باسم بلدية موخوم الحالية ، حيث توطن عدد أصغر من رعاة الماشية الألمان في المنطقة المعروفة الآن باسم ساو فالنتيم دو سول، كلتا المدينتين اللتين كانتا جزءًا من غوابوري. 
في عام 1892 ، تم تأسيس مستعمرة غوابوري في منطقة تابعة لمدينتي لاجيدو وباسو فوندو. مدير المستعمرة، المهندس. خوسيه مونتوري دي أغيار ليتاو، عين للمهندس. فيسباسيانو كورييا مهمة تقسيم المناطق في المدينة وتقسيمها إلى حوالي 5000 سهم من 0.25 إلى 0.30   كم 2 . بعد فترة وجيزة، وصل المستوطنون من المستعمرات الإيطالية الأولى إلى الولاية (بشكل رئيسي كاكسياس دو سول وبينتو غونسالفيس وفيرانوبوليس ) التي تم تشكيلها حديثًا، وفي عام 1896 ، وصلت المستعمرة بالفعل إلى 7000 نسمة. 
في عام 1897 تم إنشاء أبرشية سانتو أنطونيو، تحت أبرشية بورتو أليغري ، لتكون خطوة مهمة في تشكيل مدينة في الثقافة المحلية. بحلول عام 1900 كان عدد السكان قد ارتفع إلى 13727. أدى هذا النجاح إلى الإنشاء الرسمي، في 11 ديسمبر 1903 ، لبلدية غوابوري، مع المهندس. فيسباسيانو كورييا كأول رئيس بلدية، افتتح في 1 يناير 1904. 
بحلول عام 1910 ، كان عدد سكان غوابوري حوالي 30,000 نسمة، أي أكثر من اليوم، مع 1020 يعيشون في وسط المدينة، الذي كان يضم أكثر من 170 مبنى، وساحة المدينة، ومكتب بريد وكنيسة. كانت الزراعة أهم الأنشطة الاقتصادية، والمحاصيل الرئيسية هي الأرز والفاصوليا والذرة وفول الصويا والبرتقال والكروم. علاوة على ذلك، تم إنشاء 82 شركة وعدد قليل من الصناعات بحلول ذلك الوقت، حيث أنتجت براندي ، والنبيذ، والجبن والشحم الخنزير.
على مر السنين، تحررت العديد من المناطق من غوابوري، مما قلل بشكل كبير من مساحة المدينة وسكانها. واليوم، تشكل العديد من البلديات في ما كان يُعرف باسم غوابوري، وكانت أكبرها كاسكا (تحررت في عام 1954) ، وموكوم (1959) ، وسيرافينا كوريّا (1960) ، ودويس لاجيادوس (1987) ، من بين العديد من البلديات الأخرى.

## جغرافيا
تقع غوابوري في ريو غراندي دو سول وهي منطقة جبلية في شمال شرق ريو غراندي دو سول. تقع وسط المدينة على ارتفاع 478 مترًا فوق مستوى سطح البحر، على الرغم من أن بعض القمم تصل إلى 700 متر. تقع بين المرتفعات في بلانالتو والمنحدرات المنخفضة لمنطقة مركزي وتتكون من صخور إغنيوس النارية التي تشكلت في نهاية عصر الحياة الوسيط . كذلك تقع في منطقة بازلتية ، والتي تقع على طبقات من صخور أرينت والجرانيت. يتدفق نهري كاريرو وغوابوري على الحدود الشرقية والغربية للمدينة، على التوالي.

### المناخ
بسبب موقعه، تخضع المنطقة لمناخ شبه استوائي رطب، والصيف بارد، والشتاء بارد معتدل، مع حدوث شائع للصقيع وتساقط الثلوج في بعض الأحيان.

## الثقافة
بالإضافة إلى الأغلبية الإيطالية، هناك حضور كبير للأحفاد الألمان والبولنديين، بالإضافة إلى الجنسيات الأوروبية الأخرى. على الرغم من أجيال من النفوذ الأجنبي، ما زال المنحدرون من أصل إيطالي يحافظون على العديد من التقاليد بما في ذلك استخدام لهجة تاليان ، وهي نفسها مستمدة من لغة البندقية، وهي لهجة إيطالية. علاوة على ذلك، أدى فصل الشتاء البارد إلى تقليد جمع أفراد العائلة والأصدقاء حول مواقد الحطب (المستخدمة في التدفئة والطهي) لتناول جوز الصنوبر والدردشة ولعب الورق. ابن عم الايطالية نموذجي شائع جدا وخدم في أي مناسبة. أصبح الصيد وصيد الأسماك، اللذان كانا مصدران مهمان للعيش، من رياضات التسلية المعتادة.
كما وجدت ثقافة غاوتشو طريقها إلى حياة الناس مع مرور الوقت. في الوقت الحاضر، أصبح تقليد تناول شيماراو شائعًا للغاية، وتُعقد الاحتفالات العامة بحرب راغموفين كل عام في الساحة المركزية، وعادة في الأسبوع الذي يسبق عطلة الدولة في 20 سبتمبر.

## السياحة
اجتذبت المدينة دائمًا السياح من العديد من الأماكن ولأسباب عديدة مختلفة، سواء كانت التسوق أو عشاق السباقات أو محبي السكك الحديدية أو المتدينين أو حتى أولئك الذين يجذبهم سحر المدينة الصغيرة.
- إغريجا ماتريز دي سانتو أنطونيو - كنيسة وسط المدينة التي بنيت في فرنسا العمارة القوطية الجديدة أسلوب البداية في عام 1947. تم تصميم الكنيسة من قبل تيزيانو بيتانين الإيطالي.
- تمثال المسيح الفادي - تمثال طوله 13 مترًا يقع على قاعدة طولها 7 أمتار أعلى قمة يبلغ ارتفاعها 741 مترًا غرب وسط المدينة. كل عام، في يوم الجمعة العظيمة ، يسير الآلاف في الجبل تكريما لتضحيات المسيح .
- مركز غوابوري التجاري - مع العشرات من متاجر المجوهرات والملابس الداخلية، يجذب السياح من جميع أنحاء العالم للبحث عن سلع جديدة وأسعار منخفضة. Official Site (بالبرتغالية)
- ساحة فيسباسيانو كورييا - الساحة المركزية في وسط المدينة، تحدها كنيسة سانتو أنطونيو ومجلس المدينة والشوارع الرئيسية في المدينة.
- سباق غوابوري الدولي - مضمار سباق يقدم دائمًا الترفيه للسكان المحليين والعديد من السياح. الحدث الرئيسي هو المحطة السنوية لبطولة Formula Truck ، وهي مسابقة سباق شاحنة برازيلية.
- كارتودرومو - مسار كارت من مضمار السباق المذكور.
- سكة حديد القمح البرتغالية ( سكة حديد القمح ) - سكة حديد تم بناؤها في الستينيات والسبعينيات من القرن الماضي لاستكمال اتصال المنطقة الشمالية الشرقية بأكملها بالعاصمة. تم إنشاء التضاريس الجبلية في بناء أكثر من 20 جسرًا وجسرًا بالإضافة إلى عدة أنفاق تصل إلى 2   كم في الطول. كل عام، يسير العديد من المتحمسين لهذه القضبان من أجل إلقاء نظرة على الأعمال الهندسية المدهشة والجميلة.

## مشاهير
- ريناتو غاتشو: لاعب كرة قدم متقاعد، حيث لعب في أندية مثل إسبورتيفو، غريميو ، فلامنجو ، بوتافوغو وفلومينينس ، يدرب حاليًا غريميو .
- ألي فانزيلا : موسيقي بوسا نوفا / إيندي روك

## أنظر أيضاً
- ساو بورخا، ريو غراندي دو سول

## روابط خارجية
- (بالبرتغالية) Official city government website
- (بالبرتغالية) Autodromo Internacional de Guaporé - City's racetrack website